# Xavier Naidoo
Xavier Naidoo (Mannheim, 2 ottobre 1971) è un cantante, produttore discografico e attore tedesco.
Artista soul e R&B, è anche fondatore del gruppo musicale Söhne Mannheims, nonché promotore ed ex docente della Popakademie Baden-Württemberg. Ha creato le etichette discografiche Beats Around the Bush e Naidoo Records.
È un cantante solista di successo. Il suo album di debutto Nicht von dieser Welt (1998) ha venduto oltre un milione di copie e raggiunto il primo posto nelle classifiche tedesche, così come altri cinque album. I temi trattati nei suoi testi sono il cristianesimo, gli scenari apocalittici e la carità. I suoi testi, le sue dichiarazioni politiche, la diffusione di teorie del complotto e le sue idee contro la legittimità dello stato tedesco hanno scatenato diverse polemiche.

## Biografia

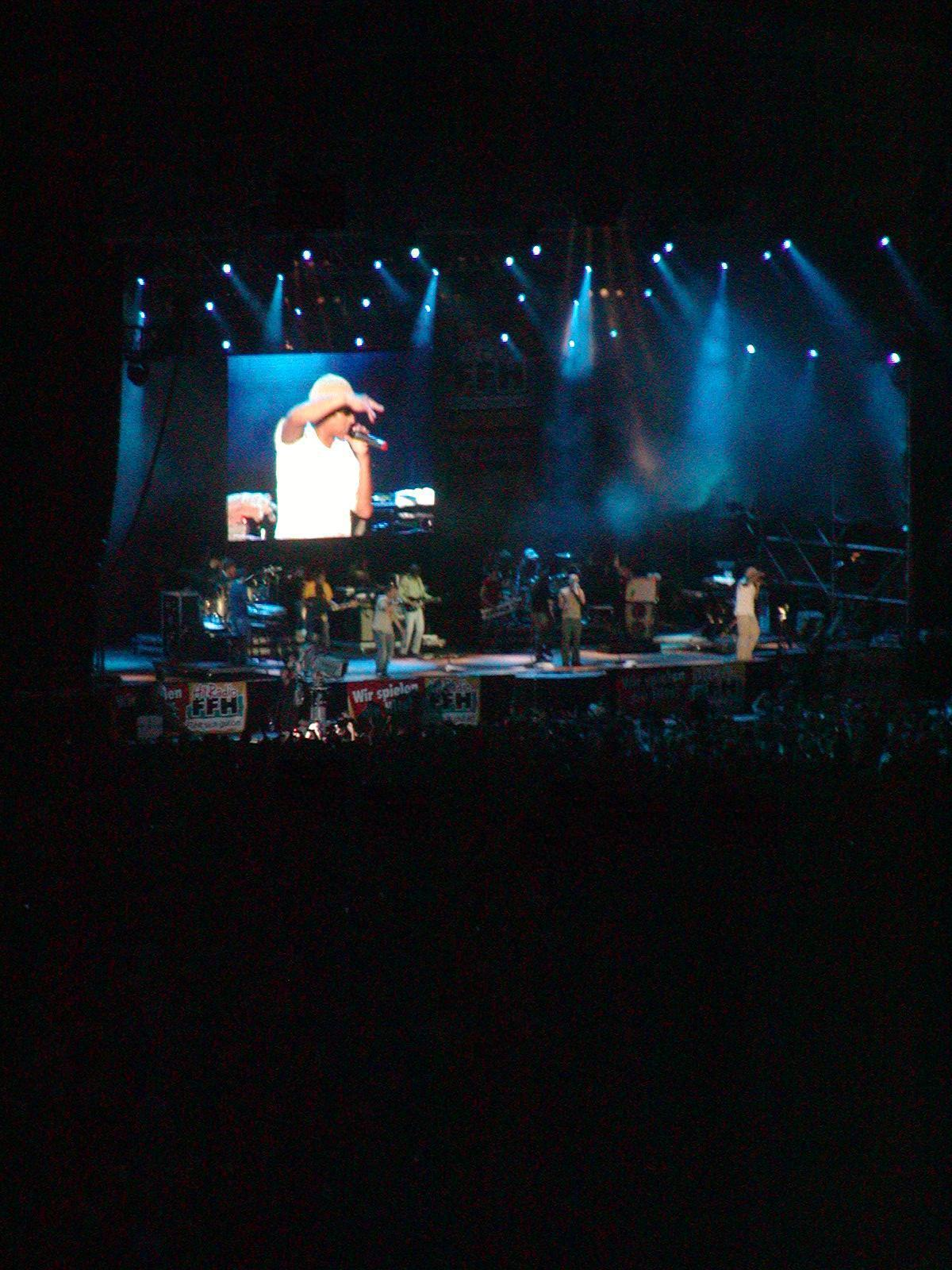
Xavier Naidoo in concerto nel 2005

Naidoo è nato nel 1971 a Mannheim. Suo padre Rausammy, originario del Sudafrica, è metà indiano e metà tedesco. Sua madre Eugene è invece metà sudafricana e metà irlandese. Naidoo è cresciuto nel quartiere di Wallstadt, in un ambiente cattolico (ha dedicato alcune canzoni alla sua città natale, come Meine Stadt e Wo ist mein Platz, insieme alla band Söhne Mannheims).  Naidoo ha dichiarato che ai tempi della scuola veniva spesso discriminato per la sua pelle scura. Per questo motivo la sua infanzia e la sua adolescenza non sono sempre state facili. Per potersi difendere meglio in caso di pericolo, ha seguito un corso di kickboxing.
La passione per il canto è in lui sbocciata prestissimo, essendo egli entrato a far parte di cori infantili a scuola e in chiesa. Successivamente è diventato membro del gruppo locale Just 4 Music e del Celebration Gospel Choir, con il quale ha registrato un CD. Dopo essersi diplomato presso la scuola secondaria di Feudenheim, ha iniziato un apprendistato come cuoco,  posato per marche di costumi da bagno e lavorato come buttafuori per il Mannheim Breakbeat-Clubs Milk!. Si è poi recato negli Stati Uniti, dove ha pubblicato il suo primo album solista, Seeing Is Believing, usando il nome d’arte “Kobra”. Tra il 1995 e il 1998 ha recitato più di 100 volte come attore protagonista nei musical Human Pacific e People di Richard Geppert a Mannheim e Hockenheim.
Nel 1994 ha lavorato come corista nel Rödelheim Hartreim Projekt dei produttori musicali Moses Pelham e Thomas Hofmann. In questo periodo è stato scoperto dall'etichetta discografica 3p ed è diventato un cantante solista. Nel 1997 ha registrato il singolo Freisein con Sabrina Setlur ed è così che è stato scoperto per la prima volta dal grande pubblico. Tuttavia, la collaborazione con 3p si è conclusa a seguito di una disputa, avvenuta dopo la pubblicazione del suo primo album con i Söhnen Mannheims. Questa collaborazione, secondo 3p, rappresentava una violazione del contratto. Durante il processo, il Tribunale Regionale di Mannheim si è pronunciato a favore di Naidoo, e il successivo ricorso costituzionale non è stato accolto (2005).
Nel giugno 2005 ha tenuto un concerto con i Söhnen Mannheims nel teatro dell’opera di Tel Aviv, su invito dell’Ambasciata tedesca. Naidoo si è esibito anche nel controverso programma televisivo Tatort Internet (RTL II) con la canzone Sie verdienen einen besonderen Schutz.
Nel 2001 Naidoo ha debuttato come attore cinematografico nella pellicola Auf Herz und Nieren. In seguito è apparso anche in alcune serie TV.
Il 19 novembre 2015 era stato annunciato che l'artista avrebbe rappresentato la Germania all'Eurovision Song Contest 2016; la decisione è stata però poi annullata due giorni dopo in seguito alle proteste dovute alla sua appartenenza alla Reichsbürgerbewegung e agli insulti contro gli ebrei e le persone LGBT in alcuni suoi brani.

## Carriera solista

### Nicht von dieser Welt

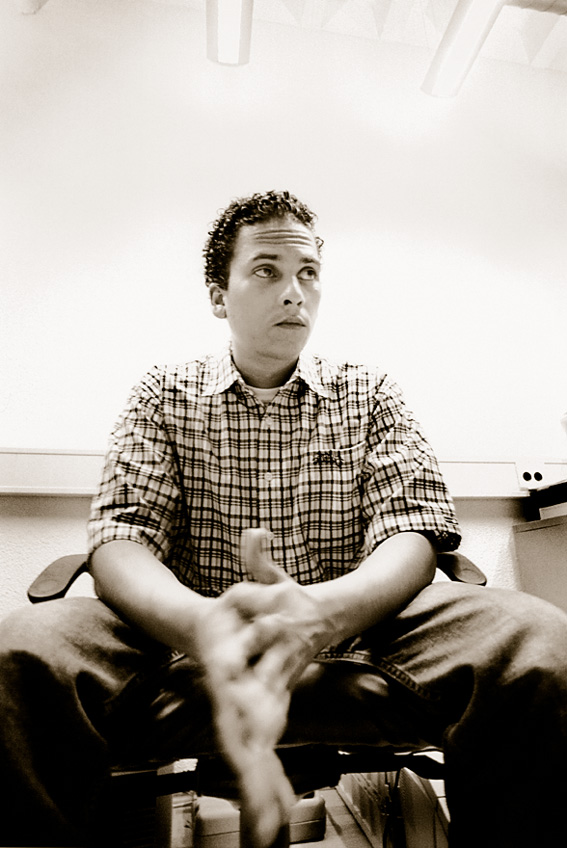
Xavier Naidoo (2002)

Nel 1998 Naidoo ha pubblicato l'album Nicht von dieser Welt e l'omonimo singolo. La canzone può essere trovata anche in una compilation del settimanale BRAVO, che lo ha reso noto tra il pubblico giovanile. Ha preso in considerazione l’idea di fare un primo tour, ma i suoi manager gli hanno sconsigliato di fare un tour da solo all'inizio della sua carriera. Così Naidoo ha deciso di organizzare da solo i propri concerti in Germania, con l’aiuto di 3p. I concerti hanno attirato più gente del previsto, e così alla fine del tour Naidoo aveva già cantato davanti a più di 300.000 persone.
Nel 1999 è stata pubblicata una registrazione degli spettacoli. Nello stesso anno Xavier Naidoo ha ricevuto per la prima volta un premio Echo come Miglior Artista Nazionale, un premio Comet come Miglior Artista Nazionale e un MTV Europe Music Award come Miglior Artista Tedesco. Con oltre un milione di copie vendute, l'album Nicht von dieser Welt rimane il più grande successo della sua carriera solista. La celebre canzone Sie sieht mich nicht (musica di Jean-Jacques Goldman), usata come colonna sonora nella versione tedesca del film Asterix & Obelix contro Cesare (1999), gli ha fatto ottenere un notevole successo in Germania, Austria e Svizzera.

### Zwischenspiel – Alles für den Herrn
Nel 2002 il suo secondo album solista, dal titolo Zwischenspiel - Alles für den Herrn, è stato pubblicato come doppio album: anche questo è salito al primo posto delle classifiche tedesche e austriache. In Svizzera ha raggiunto il terzo posto. Dopo l'uscita di questo disco, a Naidoo sono stati assegnati diversi premi. Per la seconda volta dal 1999 ha ricevuto il premio come Miglior Artista Tedesco agli MTV Europe Music Awards. Gli attori Esther Schweins e Steffen Wink interpretano i protagonisti dei video musicali di quest’album. Sempre nel 2002 Naidoo ha doppiato il protagonista Buscapé nella versione tedesca del film City of God. Nel 2003 Il singolo Ich kenne nichts (das so schön ist wie du), dell'album The World According to RZA, ha raggiunto il primo posto delle classifiche tedesche.

### Telegramm für X
Nel dicembre 2005 Naidoo ha pubblicato il suo terzo album solista Telegramm für X. L'album è entrato subito nelle classifiche LP raggiungendo il primo posto, si è aggiudicato quattro volte il disco di platino e ad oggi ne sono state vendute circa 800 000 copie. L'album ha raggiunto il primo posto anche nelle classifiche austriache e svizzere. Quest’album di successo è stato preceduto dalla pubblicazione del primo singolo Dieser Weg. La canzone è salita al secondo posto delle classifiche tedesche e vi è rimasta per diverse settimane. Ha raggiunto la top ten anche in Austria e Svizzera. Agli Echo del 2006 Naidoo è stato premiato come miglior artista nazionale. In questa occasione si è esibito per la prima volta dal vivo con il secondo singolo Bist du am Leben interessiert, che ha raggiunto il 27º posto nelle classifiche tedesche. Il 23 giugno 2006 ha pubblicato il singolo Zeilen aus Gold, seguito il 3 novembre 2006 da Was wir alleine nicht schaffen.
Il 9 luglio 2006 si è esibito al Fanmeile di Berlino, in occasione del ritorno della nazionale tedesca dopo i Mondiali di calcio del 2006. Poco tempo dopo ha pubblicato il singolo Danke, in cui "ringrazia" la nazionale tedesca per le partite disputate e per il raggiungimento del terzo posto. In un primo momento, la canzone doveva essere pubblicata solo su Internet. Ma, dato il grande entusiasmo, è stata pubblicata come singolo e ha conquistato il primo posto nelle classifiche tedesche, dove è rimasta per cinque settimane. Naidoo ha ricevuto il disco d'oro per aver venduto oltre 150.000 singoli nel 2006. Il singolo ha raggiunto la top ten anche in Austria e Svizzera. Nel dicembre 2006 ha ricevuto il premio 1 Live Krone.
Nel 2006, è stato eletto l'uomo meglio vestito della Germania dalla rivista maschile Men's Health. Nel 2007 si è preso una pausa dai suoi progetti solisti ed è stato coinvolto nei progetti di altri artisti. Nello stesso anno Naidoo ha pubblicato il disco per bambini Pierino e il lupo di Sergej Prokofjew, edito dalla casa editrice Wolff. Nel 2008 si è esibito insieme ai Söhnen Mannheims in una serie di concerti a MTV Unplugged. Successivamente è uscito Wettsingen in Schwetzingen, primo album doppio nella storia di MTV Unplugged. Ha venduto oltre 300 000 copie, vincendo tre dischi d'oro e uno di platino.

### Alles kann besser werden
Nel 2009 Xavier Naidoo ha fatto un tour in Germania, Austria e Svizzera insieme ai Söhnen Mannheims. Nel corso di questo tour si sono esibiti 28 volte in 14 città. In ogni tappa la prima sera si esibiva Xavier Naidoo, e la sera seguente i Söhne Mannheims. Durante il tour è stato presentato il nuovo album dei Söhne Mannheims Iz On, uscito nel luglio 2009, e il quarto album solista di Xavier Naidoo, Alles kann besser werden, uscito nell'ottobre 2009. In questo album Naidoo diffonde teorie cospirative sull'11 settembre 2001 con la canzone Goldwaagen/Goldwagen: "9/11, Londra e Madrid, tutti sanno che dietro ad al-Qaida c’è semplicemente la CIA. Perché non è rimasto nulla dell'edificio?”. Il 4 marzo 2010 ha ricevuto un Echo. Nel giugno 2010 ha fatto visita alle truppe tedesche della Bundeswehr in Afghanistan, nel campo di Marmal (Mazār-i Scharif) e ha tenuto diversi concerti nel campo di Kunduzund per sostenere i soldati che si trovavano lì.

### The Voice of Germany e Bundesvision Song Contest

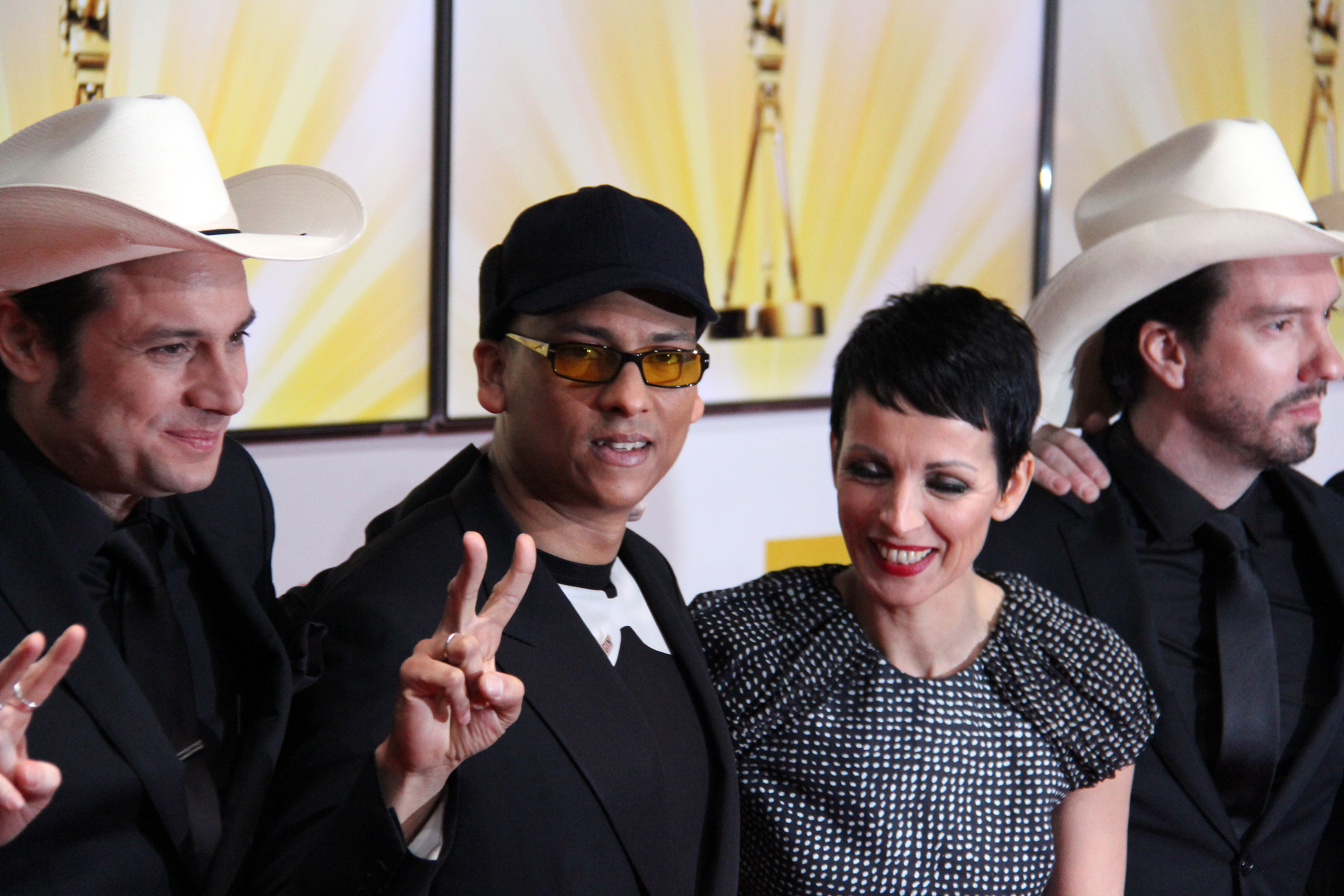
Xavier Naidoo e gli altri coach di The Voice of Germany, The BossHoss e Nena

Tra il 2011 e il 2012 ha fatto parte della giuria come coach nel programma The Voice of Germany. Nel 2012 ha partecipato al Bundesvision Song Contest insieme a Kool Savas (il duo ha preso il nome di Xavas), rappresentando il Baden-Württemberg, e ha vinto. Sempre con Kool Savas ha registrato un album, Gesspaltene Persönlichkeit. Nello stesso anno Naidoo ha pubblicato la canzone Eye Opener, che aveva scritto insieme al produttore Kris Menace per il suo album Features.

### Altri album
Nel 2013 Naidoo ha pubblicato l'album Bei meiner Seele. Da questo sono stati estratti i singoli Bei meiner Seele, Der letzte Blick und Hört, Hört. Nello stesso anno ha pubblicato l'album dubstep Mordsmusik con lo pseudonimo di Der Xer, e un anno dopo il secondo album Tanzmusik.
Nell'aprile 2016 è stato pubblicato l'album Nicht von dieser Welt 2, su cui Naidoo ha lavorato per tre anni con il suo ex mentore Moses Pelham. Si tratta della continuazione del suo album di debutto (1998), Nicht von dieser Welt, che è diventato il suo nono album a raggiungere il primo posto nelle classifiche. Il primo singolo Frei è rimasto nelle classifiche tedesche per una settimana. Verso la fine di novembre 2017 ha pubblicato l'album Für dich, che ha raggiunto il terzo posto nelle classifiche tedesche. L'unico singolo che è stato estratto è Nimm mich mit.

## Accoglienza della critica e controversie

### Brani
Nel 2012 la Left Youth Solid e la Lesben- und Schwulenverband (LSVD, l’associazione LGBT più grande della Germania) hanno denunciato Kool Savas e Naidoo a causa di una canzone del loro album Gespaltene Persönlichkeit, per istigazione pubblica all’odio e alla violenza.
Nel testo di una traccia fantasma i due avrebbero equiparato rituali satanici, abusi sui minori e pedofilia all’omosessualità. Naidoo, invece, ha spiegato a Radio Ffn di voler sensibilizzare il pubblico sui "terribili omicidi rituali di bambini, che sono molto frequenti in Europa".
La Procura della Repubblica di Mannheim non ha avviato alcun procedimento preliminare, dato che non è stato possibile individuare istigazione all’odio o alla violenza nei loro testi.
Nel novembre 2012 Naidoo è stato descritto come un fondamentalista cristiano da Marcus Staiger, ex produttore di Royal Bunker ed ex caporedattore di Rap.de. L’intera opera di Naidoo è un omaggio a "un eroe romantico eletto dalla Provvidenza, che si eleva a figura messianica ed entusiasma le masse conducendole in battaglia per sconfiggere le tenebre".
Sempre nel novembre 2012, Thomas Steiner ha accusato Naidoo in un articolo di fondo del Badische Zeitung di "diffondere teorie cospirative nude e crude", "che non sono d’informazione, ma di intontimento", e che "incitano ad un risentimento primitivo contro i rappresentanti eletti, [...] non si tratta di provocazione, ma di disprezzo”.
Nell'agosto 2015, Naidoo e la Fondazione Amadeu Antonio hanno raggiunto un accordo in tribunale dopo che Naidoo aveva presentato un'istanza di ingiunzione nei confronti della fondazione. Secondo questo accordo, il brano della canzone Raus aus dem Reichstag del 2009 potrebbe essere percepito come antisemita. In un articolo sulla piattaforma Netz gegen Nazis (“Rete contro i nazisti”), gestita dalla fondazione (ormai chiusa), egli era stato accusato di "essere un potenziale antisemita”.
Nell'aprile 2017 Xavier Naidoo ha pubblicato la canzone Marionetten insieme ai Söhnen Mannheims. Alcune parti del suo testo sono state definite dalla stampa come antisemite, populiste e istigatrici alle teorie del complotto. Dopo l'uscita dell'album, la città di Mannheim prese le distanze dal gruppo musicale e chiese delle spiegazioni per "le dichiarazioni anti-statali dei testi". A maggio del 2017 il comico Jan Böhmerman ha pubblicato una parodia di questa canzone.

### Dichiarazioni politiche
Nel 2011 Naidoo ha sporto denuncia (anche se invano) per alto tradimento contro coloro che riteneva responsabili della crisi finanziaria del 2007, tra cui l'allora presidente tedesco Horst Köhler e alcuni membri del governo.
Naidoo ha affermato in molteplici occasioni che la Germania non è un paese libero ma occupato, dal momento che il Trattato sullo stato finale della Germania non è da considerarsi valido.
È stato quindi rimproverato per “aver mischiato varie teorie cospirative, l’ostilità verso la democrazia, il nazionalismo, l’antiamericanismo e l’anticapitalismo come se fossero un grande minestrone". È stato anche accusato di essere "impegnato in una missione che, in armonia con il movimento “i cittadini del Reich”, non riconosce la Germania nella sua forma attuale”. Come reazione Naidoo ha pubblicato il video Die Wahrheit, definendosi un "uomo credente" e un libertario come Murray Rothbard. Ha fatto riferimento anche al libro Gli Stati Uniti d'Europa del pubblicista Oliver Janich.
Il 3 ottobre 2014, Giorno dell'unità tedesca, Naidoo ha partecipato ad una veglia per la pace a Berlino, organizzata a giugno da sociologi come Dieter Rucht che facevano parte di un movimento a favore della terza via. Ha partecipato inoltre a un evento del Movimento dei cittadini del Reich. In questa occasione ha definito falsa la versione scientifica e mediatica degli attentati terroristici dell'11 settembre 2001. Naidoo ha spiegato che si rivolgeva al "popolo delle veglie e a coloro che si definiscono ‘Cittadini del Reich’ perché criticano il sistema come me". Sosteneva di voler in questo modo avvicinarsi alle persone, compresi i "cittadini del Reich" e il NPD. Il sindaco di Mannheim, Peter Kurz, ha dichiarato che Naidoo rappresenta "posizioni radicalmente liberali e antistatali, con cui la nostra città non si può identificare in alcun modo". Non apparterrebbe alla Destra, ma rappresenterebbe il modello dell’estremismo di destra. Nonostante abbia affermato di criticare il sistema, viene accusato di screditare questa espressione e di mascherare la diffusione di teorie cospirative.
Nel novembre 2014 Naidoo ha ricevuto il premio satirico Das Goldene Brett. La ragione di questa nomina era la vicinanza del cantante al Movimento dei cittadini del Reich. Questo lo rende "una figura fondamentale in un'intera rete di oscure teorie cospirative."
Da ciò che mostra l’episodio della serie deine Popmusik di ZDF Storia, Naidoo promuove "la carità, la tolleranza e l’integrazione - questo è il messaggio centrale del cantante soul, figlio di uno srilankese.” Anche nel documentario VOX La storia di Xavier Naidoo (Die Xavier-Naidoo-Story 2016) viene mostrato che il cantante si sarebbe più volte schierato a favore della pace e contro la divisione della società, e che avrebbe ignorato le polemiche sulle sue dichiarazioni e le sue azioni.
Stefan Niggemeier sostiene che la ragione dietro a questa immagine di Naidoo risieda negli interessi delle emittenti radiofoniche, intente a promuovere la popolarità del cantante che altrimenti sarebbe stata compromessa.
Nell’aprile del 2017, dopo che Naidoo era finito nuovamente al centro delle polemiche a causa della vicinanza dei suoi testi al populismo di destra, alle teorie della cospirazione e ai nemici della costituzione e dopo essere stato accusato di violenza ed essersi fatto giustizia da solo, Radio Bremen ha annunciato che non avrebbe più trasmesso concerti di Xavier Naidoo e della sua band. Sky 1, invece, ha trasmesso comunque il concerto su richiesta dell’artista.

### Mancata partecipazione all’Eurovision Song Contest
Il 19 novembre 2015 la Norddeutscher Rundfunk ha annunciato che Naidoo avrebbe rappresentato la Germania all'Eurovision Song Contest senza le solite decisioni preliminari. Gli spettatori avrebbero dovuto votare la canzone solamente il 18 febbraio 2016. Questa decisione è stata pesantemente criticata a seguito delle discusse dichiarazioni politiche del cantante. Tra le critiche vi sono state quelle di Süddeutsche Zeitung, Die Zeit, Der Spiegel e social network. La scelta è stata poi criticata anche in una lettera scritta da 40 redattori della NDR, che si occupavano di attualità, cultura e documentazione.
Il 21 novembre è stato annunciato che Naidoo non avrebbe partecipato all’Eurovision Song Contest. Questa decisione ha suscitato un'altra ondata di critiche. Celebrità come Til Schweiger hanno difeso Xavier Naidoo poiché le proteste, secondo loro, erano infondate. Il sabato successivo l’organizzatore del concerto Marek Lieberberg ha fatto un annuncio di solidarietà per Naidoo nel FAZ che è stato firmato da 121 persone, tra cui artisti e attori di spicco come Mario Adorf, Til Schweiger, Jan Josef Liefers, Jan Delay e Andreas Gabalier.

## Vita privata
All'inizio del 2012 si è sposato e nel 2013 è diventato padre, fatto che ha reso pubblico solo nel maggio 2015.
È vegetariano: "È grazie al rap di Kool Savas che sono diventato vegetariano " (come proclama in una canzone dell'album Der beste Tag meines Lebens).
Da alcuni anni vive a Heidelberg, a circa 20 chilometri di distanza dalla sua città natale.

## Discografia da solista

### Album in studio
| Anno | Titolo                              | Classifica album | Classifica album | Classifica album | Nota                              |
| Anno | Titolo                              | GER              | AT               | CH               | Nota                              |
| ---- | ----------------------------------- | ---------------- | ---------------- | ---------------- | --------------------------------- |
| 1993 | Seeing Is Believing                 | -                | -                | -                | vendite: - Pubblicato solo in USA |
| 1998 | Nicht von dieser Welt               | 1                | 5                | 12               | vendite: + 1.070.000              |
| 2002 | Zwischenspiel – Alles für den Herrn | 1                | 1                | 3                | vendite: + 700.000                |
| 2005 | Telegramm für X                     | 1                | 1                | 1                | vendite: + 860.000                |
| 2009 | Alles kann besser werden            | 1                | 3                | 2                | vendite: + 415.000                |

- Mordsmusik (2013)
- Bei meiner Seele (2013)
- Tanzmusik (Xavier lebt hier nicht mehr) (2014)
- Nicht Von Dieser Welt 2 (2016)

### Album in collaborazione
| Anno | Titolo                                     | Classifica album | Classifica album | Classifica album | Nota       |
| Anno | Titolo                                     | GER              | AT               | CH               | Nota       |
| ---- | ------------------------------------------ | ---------------- | ---------------- | ---------------- | ---------- |
| 2012 | Gespaltene Persönlichkeit (con Kool Savas) | -                | -                | -                | vendite: - |

### Live
- Live (1999)
- Alles Gute vor uns (2003)

## Filmografia

### Cinema e tv
- Tatort - Die kleine Zeugin (TV, 2000)
- Auf Herz und Nieren (2001)

### Musical
- Human Pacific (1995)
- People (1998)

## Premi
- 1999: MTV Europe Music Award - "Best German Act"
- 2000: Echo - "Best National Male Artist - Rock/Pop"
- 2002: Goldene Stimmgabel
- 2002: Comet - "Best Act National"
- 2002: MTV Europe Music Award - "Best German Act"
- 2004: Amadeus Award - "Record of The Year" for "Ich kenne nichts (Das so schön ist wie Du)"
- 2006: Goldene Kamera - "Pop National"
- 2006: Echo - "Best National Male Artist - Rock/Pop"